# Kneževina Moravska
Kneževina Moravska je bila srednjeveška državna enota, ki je v različnih oblikah obstajala od okoli leta  830 do leta 1055; v letih 833–907 je bila del Velikomoravske, od leta 1030 do 1055 pa Vojvodine Češke. Njeno ozemlje je večinoma obsegalo ozemlje današnje Moravske, segalo pa je tudi v današnjo Avstrijo ter Slovaško.

## Zgodovina
V začetku 9. stoletja sta bili v srednji Evropi ustanovljeni slovanski državni enoti, kneževini Moravska in Nitra. Moravski je vladal knez Mojmir I., Nitri pa knez Pribina. Ko je Mojmir leta 833 kneza Pribino izgnal iz Nitre, istoimenskega glavnega mesta, je združil obe kneževini in nastala je Velikomoravska. Moravska kneževina je ostala del Velikomoravske in je do konca velike države skupaj z Nitro tvorila njeno jedro. Po nekaterih mnenjih Velikomoravska ni razpadla in je od nje odpadla le kneževina Nitra (920), osrednji del (kneževina Moravska) pa je v omejenem obsegu še naprej obstajala kot suverena država, kot dokazujejo pisni viri iz temnega srednjega veka, ki omenjajo vladarja Moravske (949). Proti koncu 10. stoletja se je na Moravskem začela krepiti vojaško-centralna oblast (moravsko-bavarsko mejo Bavarska v celoti spoštuje). Leta 1003 Moravsko kot zavezniki zasedejo vojaške čete Boleslava Hrabrega. Predvideva se, da čete niso predstavljale okupacije, saj naj bi jih povabili sami Moravci, ki so bili politično samostojni in so Poljakom pomagali v vojni proti Svetemu rimskemu cesarstvu. Leta 1030 je češki knez Břetislav I. končno nazaj pridobil ozemlje Moravske pod svojo oblast. Ustalil se je v Olomucu, kneževina Moravska pa se je nadaljevala, vendar kot del Vojvodine Češke. Že pred svojo smrtjo je Břetislav I. Moravsko razdelil na Olomuški, Brnski in Znojemski del. Ta razdelitev je trajala do leta 1182, ko je rimsko-nemški cesar Friderik Barbarossa za češkega vladarja imenoval Soběslava II. in ustanovil mejno grofijo Moravsko, ki je propadla šele z razpadom Avstro-Ogrske leta 1918.

## Glavno mesto in upravna delitev
V času Velikomoravske je bilo na ozemlju Moravske kneževine 11 pomembnih središč (gradišč): Olomuc, Líšeň, Rajhrad, Veligrad, Znojmsko gradišče, Mikulčice, Podbranč, Pohansko, Tulln ter na meji Dunaj in Carnuntum. Glavno mesto kneževine in celotne velike države je bil Veligrad. Ko so bila leta 906 izropana mnoga gradišča okoli Thaye in Morave, se je središče moči Moravske kneževine preselilo v Olomuc, kjer se je leta 1030 ustalil Břetislav, ki je Moravsko kasneje razdelil na tri dele, katerih prestolnice so postale Olomuc, Brno in Znojmo. Te manjše enote so bile razdeljene na province.
4. aprila 1782 je slavno mesto Mejne grofije Moravske postalo Brno. Mejna grofija je bila razdeljena na Jihlavski, Znojemski, Brsnki, Hradištski, Olomuški in Přerovski okraj.